# Condado de Linn (Iowa)
El condado de Linn (en inglés, Linn County, Iowa), fundado en 1839,  es un condado del estado de Iowa, Estados Unidos. Según el censo de 2020, tiene una población de 230 299 habitantes.
La sede del condado es Cedar Rapids.

## Geografía
Según la Oficina del Censo, el condado tiene un área total de 1897 km², de la cual 1857 km² son tierra y 20 km² son agua.

### Condados adyacentes
- Condado de Benton (oeste)
- Condado de Buchanan (noroeste)
- Condado de Cedar (sureste)
- Condado de Delaware (noreste)
- Condado de Iowa (suroeste)
- Condado de Johnson (sur)
- Condado de Jones (este)

## Demografía
En el 2000,  los ingresos promedios de los hogares del condado eran de $46 206 y los ingresos promedios de las familias eran de $56 494. Los ingresos per cápita eran de $22 977. En 2000 los hombres tenían un ingreso per cápita de $38 525 contra $26 403 para las mujeres. Alrededor del 6.50% de la población estaba bajo el umbral de pobreza nacional.
Según la estimación 2015-2019 de la Oficina del Censo, los ingresos promedios de los hogares del condado son de $63 559 y los ingresos promedios de las familias son de $85 516. Los ingresos per cápita en los últimos doce meses, medidos en dólares de 2019, son de $34 545.  Alrededor del 12.2% de la población está bajo el umbral de pobreza nacional.
| 1900   | 1910   | 1920   | 1930   | 1940   | 1950    | 1960    | 1970    | 1980    | 1990    | 2000    | 2020    |
| ------ | ------ | ------ | ------ | ------ | ------- | ------- | ------- | ------- | ------- | ------- | ------- |
| 55 392 | 60 720 | 74 004 | 82 336 | 89 142 | 104 274 | 136 899 | 163 213 | 169 775 | 168 767 | 191 701 | 230 299 |

## Lugares

### Ciudades y pueblos
- Alburnett
- Bertram
- Cedar Rapids
- Center Point
- Central City
- Coggon
- Ely
- Fairfax
- Hiawatha
- Lisbon
- Marion
- Mount Vernon
- Palo
- Prairieburg
- Robins
- Springville
- Walker

### Comunidades no incorporadas
- Toddville
- Troy Mills
- Viola
- Waubeek
- Whittier

### Principales carreteras
- Interestatal 380/Carretera de Iowa 27
- U.S. Highway 30
- U.S. Highway 151
- U.S. Highway 218
- Carretera de Iowa 1
- Carretera de Iowa 13